# آرژانتیناسور
آرژانتیناسور (نام علمی: Argentinosaurus) نام یک سرده از زیرراسته سوسمارپاشکلان است.

## اطلاعات

اندازهٔ آرژانتیناسور در مقایسه با اندازهٔ دایناسورهای دیگر و انسان.

- این دایناسور ۸۰ تا ۱۱۰ تن وزن (وزن ۱۸ تا ۲۰ فیل)، ۴۰ متر طول و تا ۱۶ متر ارتفاع داشته است.
- آرژانتیناسور گیاه‌خوار بود و در دوران کرتاسه پسین، ۹۴ تا ۹۷ میلیون سال پیش، در آمریکای جنوبی می‌زیست.
- سنگواره این دایناسور در آرژانتین کشف شد.
- شکارچی آرژانتیناسور، جیگانوتوسور و ماپوساروس بود که ماپوساروس‌ها، آرژانتیناسورهای نابالغ را به تنهایی و آرژانتیناسورهای بالغ را به‌صورت گلّه‌ای شکار می‌کردند. جالب است بدانید آرژانتینوسوروس بزرگ‌ترین دایناسور کشف شدهٔ دنیا است. (آمفیکولیاس فراگیلیموس یک دایناسور است که ۱۳۵ تن وزن دارد. تا قبل از کشف این مارمولک غول‌پیکر آن را بزرگ‌ترین دایناسور دنیا می‌شناختند. این بدین معناست که ممکن است دایناسورهای بزرگتری نیز کشف شوند.)
- این دایناسور در آرژانتین کشف شد و نامش به این دلیل است.